# WZ Cassiopeiae
WZ Cassiopeiae (WZ Cas / HD 224855) es una estrella variable en la constelación de Casiopea. Se encuentra a una distancia aproximada de 2120 años luz del sistema solar.

## Características físicas
WZ Cassiopeiae es una estrella de carbono de tipo espectral CV2 —también catalogada como estrella SC— con una temperatura superficial de 3095 K.
En las estrellas de carbono, al contrario que en la mayor parte de las estrellas, el contenido de carbono supera al de oxígeno; la relación C/O en WZ Cassiopeiae, próxima a la unidad, es de 1,01.
Asimismo, muestra una relación entre los isótopos 12C/13C igual a 4,5, por lo que es una estrella muy rica en carbono-13 en comparación a otras estrellas de carbono de la galaxia.
Este hecho, unido a su elevada abundancia relativa de litio, probablemente tiene su origen en un núcleo caliente donde tiene lugar la fusión nuclear de 12C en 13C y 14N.
Todos estos factores indican que WZ Cassiopeiae posee una masa elevada.
Las estrellas de carbono experimentan una pérdida de masa estelar significativa, que en el caso de WZ Cassiopeiae es de 1,3 × 10-7 masas solares por año.
Su luminosidad bolométrica —considerando todas las longitudes de onda— es ~ 12.100 veces superior a la luminosidad solar.
Mediante interferometría se ha medido su diámetro angular en banda K, el cual es de 5,93 ± 0,72 milisegundos de arco.
Ello permite evaluar su diámetro real, resultando ser éste 415 veces más grande que el diámetro solar; dicha cifra, al depender de la distancia y dada la incertidumbre en la misma, es sólo aproximada.

## Variabilidad
Catalogada como variable semirregular SRB, WZ Cassiopeiae muestra variaciones de brillo entre magnitud aparente +9,4 y +11,4.
Al igual que otras variables semirregulares, es una variable multiperiódica con dos períodos claramente definidos de 366 y 186 días, que se atribuyen a pulsaciones radiales en la superficie.
Sin embargo, existen variaciones en una escala de tiempo mayor —del orden de miles de días— que podrían estar relacionadas con el campo magnético estelar o con algún ciclo de actividad magnética.